# (30773) Schelde
(30773) Schelde est un astéroïde de la ceinture principale.

## Description
(30773) Schelde est un astéroïde de la ceinture principale. Il fut découvert le 6 septembre 1986 à Smolyan par Eric Walter Elst. Il présente une orbite caractérisée par un demi-grand axe de 2,36 UA, une excentricité de 0,23 et une inclinaison de 25,6° par rapport à l'écliptique.

## Compléments